# Estación de Zumárraga
Estación de Zumárraga vasútállomás Spanyolországban, Zumarraga településen.

## Vasútvonalak
Az állomást az alábbi vasútvonalak érintik:
- Madrid-Hendaya-vasútvonal

## Kapcsolódó állomások
A vasútállomáshoz az alábbi állomások vannak a legközelebb:
- Ormaiztegi railway station (Estación de Irún, C-1 line)
- Estación de Legazpia (Station Of Brinkola-Oñati, C-1 line)